# Freshtorge
Freshtorge (* 11. September 1988 in Heide; bürgerlich Torge Oelrich) ist ein deutscher Comedian, Schauspieler und Webvideoproduzent aus Wesselburen, der durch seinen YouTube-Kanal Freshtorge bekannt ist. In seinen Videos verkörpert Oelrich verschiedene Figuren.

## Leben
Torge Oelrich absolvierte nach seinem Realschulabschluss 2008 im Berufsbildungszentrum Heide eine Ausbildung zum Erzieher. Er arbeitete von 2011 bis August 2015 an der Eider-Nordsee-Schule (Grundschule, damals noch Friedrich-Hebbel-Schule) in Wesselburen, wo er auch wohnt. Seit August 2015 konzentriert sich Oelrich auf seine Tätigkeit als Entertainer.
Er lebt mit seiner Frau, der Fotografin Sophie Oelrich-Jordan, in Wesselburen. Das Paar hat zwei Söhne (geboren 2017 und 2021).

## Karriere auf YouTube
Torge Oelrich gehörte zu den ersten großen YouTubern im deutschsprachigen Raum. Seine YouTube-Karriere begann 2006.
Seit dem 24. September 2009 dreht Torge als Hobby zusammen mit seinem Schulfreund Matze Comedysketche und Videos, die er auf dem YouTube-Kanal Freshtorge veröffentlicht. Anfang 2012 gehörte Freshtorge zu den Top Ten der deutschsprachigen YouTube-Kanäle. 2013 wurde Torge in der Kategorie Comedy der Videodays nominiert. Im Juli 2019 hatte er über drei Millionen Abonnenten und über eine Milliarde Videoaufrufe, damit stand er auf Platz 28 der deutschen Youtuber, gezählt nach Abonnenten. Figuren, die er verkörpert, sind beispielsweise die geistig zurückgebliebene Sandra (die trotz ihrer 16 Jahre noch in der Grundschule ist), Shyenne (die bereits Mutter mehrerer Kinder ist, aber von Erziehung keine Ahnung hat und mehrere Sprachfehler aufweist, vor allem bei Artikeln), Trisha (Shyennes 20-jährige Tochter, die in einem Karton auf der Straße lebt), Karina (die wegen Unfreundlichkeit immer wieder ihren Job verliert), Lexa (sie ist erst 13, gibt sich jedoch als 19 aus, raucht bereits und spielt gern die Mackerin), der sächsische Polizeihauptkommissar Ronny, der Psychopath Andreas (Parodie zu Frauentausch), die Geschwister und Musikfans Clarissa und Henning, das „Teenie“-Pärchen Peggy, Joel (Parodie zu Teenie-Mütter) sowie Helga und Marianne, die immer am Gartenzaun über aktuelle Themen reden. Im Oktober 2012 war die Uraufführung seines Filmes Süßes oder Sandra vor 400 Zuschauern im Lichtblick Filmtheater in Heide zu sehen. Der Kurzfilm wurde danach auf seinem Youtube-Kanal hochgeladen, wo er über sieben Millionen Aufrufe erzielte.
Um den ersten Platz für Beatrice Egli in der Sendung Deutschland sucht den Superstar zu verhindern, veröffentlichte er am 10. Mai 2013 die Downloadsingle Superstar, die am 13. Mai 2013 in den Download-Trend-Charts Platz 10 belegte.
Am 23. Juli 2015 erschien sein erster Kinofilm Kartoffelsalat – Nicht fragen!, in dem er die Hauptrolle spielt. Darin spielten YouTuber wie Dagi Bee, Bibi, Simon Desue, Y-Titty, iBlali, Melina Sophie und Shirin David sowie Schauspieler wie Otto Waalkes, Martin Schneider, Norbert Heisterkamp, Wolfgang Bahro und Jenny Elvers-Elbertzhagen mit. Der Film erhielt vielfach negative Kritik. Die Regie führte Michael David Pate, der bereits mit Freshtorge die Miniserie Süßes oder Sandra auf YouTube und den Kinofilm Gefällt mir gedreht hatte. Der Film lief in über 500 Kinos im deutschsprachigen Raum und spielte in der Startwoche rund zwei Millionen Euro ein, davon entfiel auf das erste Wochenende rund eine Million Euro.
Im Jahr 2016 war er in zwei Comedy-Rocket-Episoden als Gast zu sehen. 2017 wurde er mit dem Goldene Kamera Digital Award in der Kategorie „Comedy“ ausgezeichnet.
Im Januar 2020 wurde die Fortsetzung des Kinofilms Kartoffelsalat veröffentlicht. Der Film trägt den Namen Kartoffelsalat 3 – Das Musical, obwohl es erst der zweite Teil ist. Die Macher gingen davon aus, dass zweite Teile eines Filmes nie gut seien.
Seit 2020 gibt es auf dem Kanal auch das Bundesbattle. Dabei treten alle deutschen Bundesländer mit unterschiedlichen Aufgaben gegeneinander an. Die Aufgaben werden von Torge in einem Video zugelost. Die erste Staffel gewann das Bundesland Sachsen.

## Videoformate auf seinem YouTube-Kanal
Veröffentlicht werden in der Regel zwei Videos in der Woche. Davon eins immer am Samstag Vormittag, von ihm auch als „Samstorg“ bezeichnet. Viele Formate/Sketche laufen in der Regel unregelmäßig. Oelrich legt jährlich eine Pause ein, in denen keine Videos veröffentlicht werden. Die Pause legt Oelrich meist im kompletten Januar ein. Eine kleine Sommerpause legt Oelrich unregelmäßig auch ein.

### Aktuelle Formate
- seit September 2020: Helga und Marianne (wöchentlich)
- seit Herbst 2023: Kalle und Didi (wöchentlich)

### Ehemalige Formate
- Torgshow, bestanden von Oktober 2015 bis Dezember 2019
- Entertain Me, August 2018 bis Dezember 2018
- Bundesbattle, von April bis Juni 2020
- Die Torgesthemen, Oktober 2016 bis März 2017, unregelmäßig

## Soziales Engagement
Im Juli 2021 rief Torge Oelrich über seine Medienkanäle zu Spenden für eine Kindertagesstätte in Hagen in Nordrhein-Westfalen auf, die durch die Hochwasserkatastrophe 2021 zerstört worden war. Die Mutter eines Kindes, das die Kita besuchte, hatte sich mit der Bitte um Hilfe an ihn gewandt. Innerhalb weniger Tage kamen mehr als 96.000 Euro zusammen.

## Diskografie

### Eigene Lieder
- 2011: Der Sascha Song
- 2013: Superstar (Freshtorge feat. Sandra)
- 2016: Pussy Gangster
- 2016: Der Bratwurst Hit
- 2018: Milch ist Gift
- 2018: Ich hab meine Tage
- 2019: Für Dich! (Freshtorge feat. Sami Slimani)
- 2020: Total Eclipse of the Heart (Freshtorge feat. Nicole Cross, Blue Voice und Ferrum Sessions)
- 2021: Mareike-Pferdemädchen
- 2021: Kann ich nicht[16]
- 2022: Olaf Scholz Song
- 2022: Typen aus der Stadt
- 2023: Durchfall auf Barbados
- 2023: Korn mit Korn (Freshtorge feat. Sören)
- 2024: The Way I Dance

### Liederparodien
- 2010: Palamazzi (als Sandra Gaga; Cover von Paparazzi von Lady Gaga)
- 2011: Der Sascha Song (als Sandra; Cover von The Flood von Take That)
- 2011: Franzi Song (als Enrique; Cover von Rhythm Divine von Enrique Iglesias)
- 2012: Nossa! (Cover von Ai Se Eu Te Pego von Michel Teló)
- 2012: Sandra Song (Ich bin die Geilste) (als Sandra; Cover von Freedom von DJ BoBo)
- 2012: Sweetheart-Song about Sandra (als Sascha; Cover von Ho Hey von The Lumineers)
- 2013: Der Lexa Song (als Lexa; Cover von 212 von Azealia Banks feat. Lazy Jay)
- 2014: Sandra Bla Bla Bla Song (Cover von Que Sera von Justice Crew)
- 2015: Ich will Schnee (Cover von Let it go aus dem Film „Die Eiskönigin – Völlig unverfroren“)
- 2017: Jürgen (Parodie von Zombie von ApeCrime)
- 2017: Exclusiv: Stellungnahme von Bibi !!! How it is (wap bap) (Parodie von Bibis Song How It Is (Wap Bap …))
- 2017: FT Freak – Youtuber Disstrack (Parodie des YouTuber Disstracks von KsFreak)
- 2018: Mathe ist ein Arsch (Parodie von It’s the Hard Knock Life aus dem Musical Annie)
- 2019: Ich hab den Test verkackt (Parodie von Star von Reamonn)
- 2020: Die Zerstörung von 2020

## Film und Fernsehen

### Serien
- 2025: Einsame Herzen – Das Love Camp
- 2023: Einsame Herzen

### Kinofilme
- 2014: Gefällt mir
- 2015: Kartoffelsalat – Nicht fragen!
- 2015: Bruder vor Luder
- 2015: Er ist wieder da
- 2016: Ice Age 5 – Kollision voraus! (Stimme)
- 2018: Heilstätten
- 2020: Kartoffelsalat 3 – Das Musical
- 2020: Takeover – Voll Vertauscht
- 2024: Die Schule der magischen Tiere 3

### Fernsehauftritte
- 2014: TV total (ProSieben)
- 2015: TV total (ProSieben)
- 2015: Otto – Geboren um zu blödeln (ZDF)[17]
- 2016: Kids’ Choice Awards 2016 (Nick)[18]
- 2016: Die ultimative Chartshow (RTL)
- 2016–2017: Die größten Trends (Kabel1)
- 2017: Leider lustig (KiKA)
- 2017: Neues aus Büttenwarder (Unter Dampf)
- 2018: Kids’ Choice Awards 2018 (Nick)
- 2018: Just push Abuba (ZDF)
- 2019: Kids’ Choice Awards 2019 (Nick)
- 2019: ESC Songchecks 2019 (eurovision.de, One)
- 2019: Spotlight (Nick)
- 2020: Die Höhle der Lügen (ZDFneo)
- 2021: Wer weiß denn sowas? (ARD)
- 2021: Otto Fröhliche – Advent, Advents mit Otto und Friends (NDR)[19]
- 2023: Einsame Herzen (Sketch-Comedy) (ZDF Mediathek und ZDFneo)
- 2024: Rote Rosen (Fernsehserie) (Gastrolle)
- 2024: Lass dich überwachen! (ZDF)[20]